# Jüdischer Friedhof Freistett

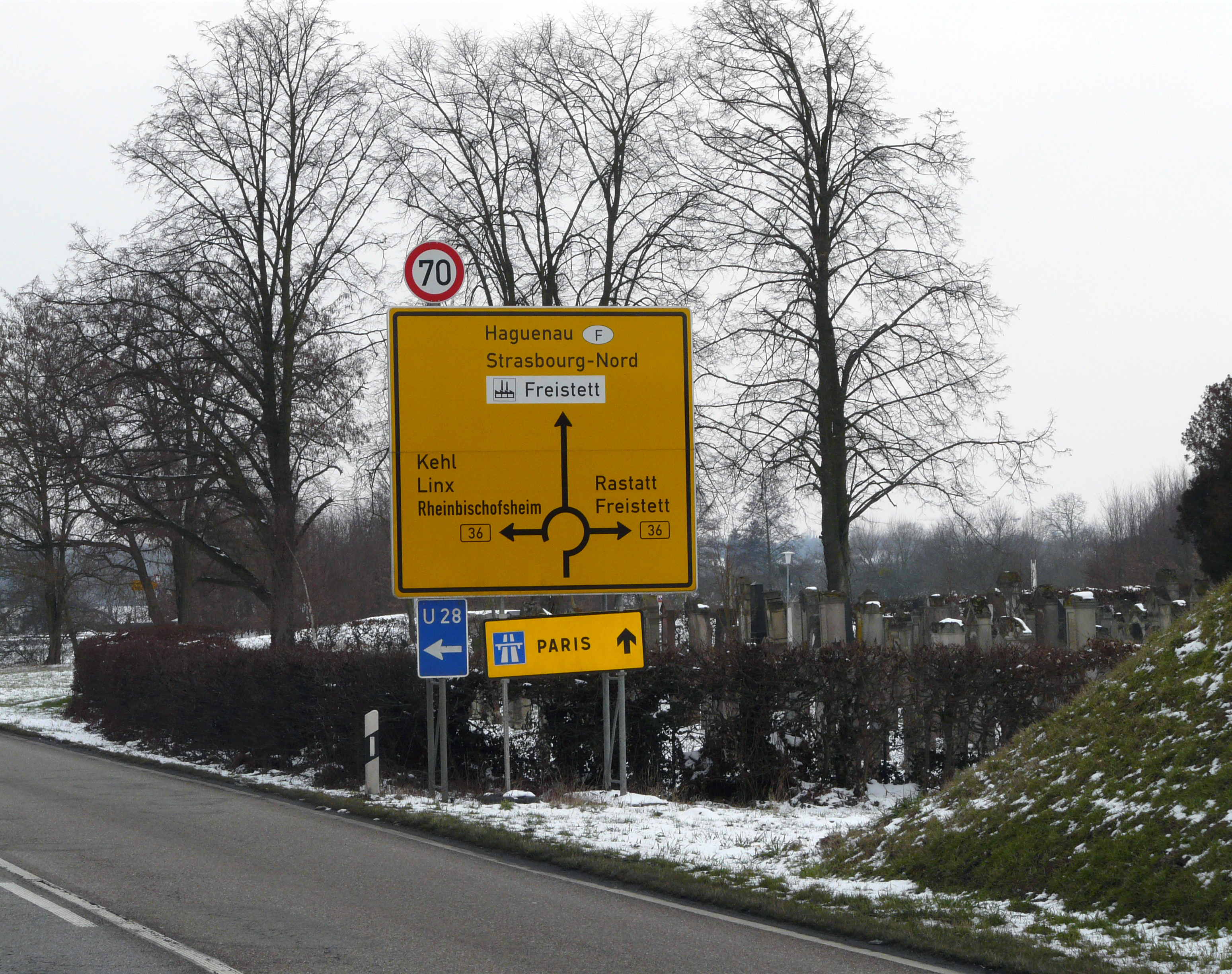
Der Friedhof liegt an der L87 …

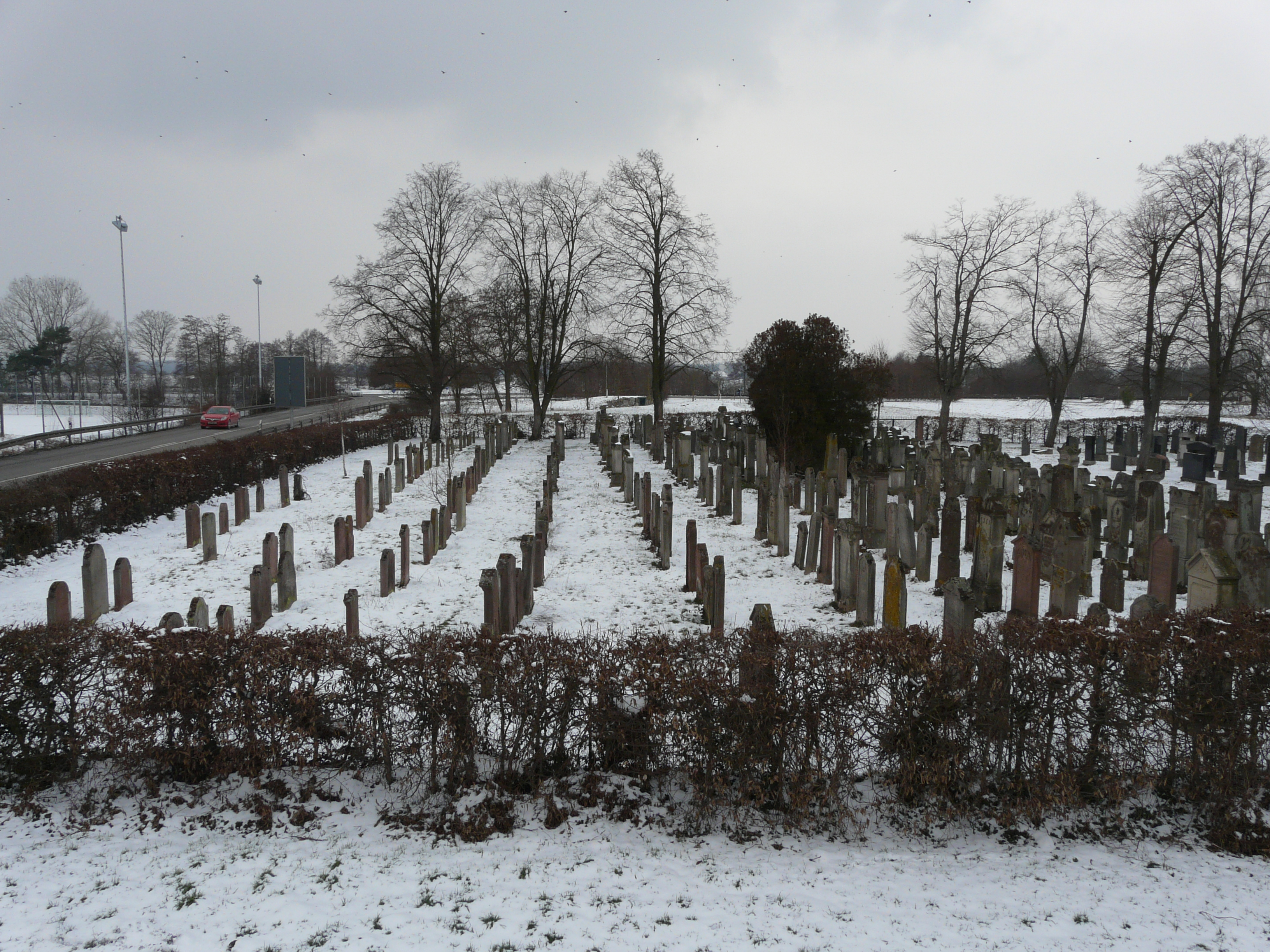
… und ist von einer Hecke umsäumt.

Der Jüdische Friedhof Freistett ist ein jüdischer Friedhof in Freistett, einem Stadtteil von Rheinau im Ortenaukreis in Baden-Württemberg. Der Friedhof ist ein schützenswertes Kulturdenkmal.
Die Toten der jüdischen Gemeinde Freistett wurden zunächst auf dem jüdischen Friedhof Kuppenheim beigesetzt. Um 1810 wurde ein eigener Friedhof errichtet, der an der Bundesstraße 36 im Gewann Hungerfeld liegt. Der jüdische Friedhof hat eine Fläche von 29,40 Ar und heute sind noch 618 Grabsteine (Mazevot) vorhanden. Der Friedhof war der Verbandsfriedhof folgender jüdischer Gemeinden: Bodersweier, Freistett, Kehl (bis 1924), Lichtenau und Rheinbischofsheim. Der älteste Grabstein ist von 1817, die letzte Bestattung fand 1939 statt.
Auf dem Friedhof befindet sich ein Kriegerdenkmal für die im Ersten Weltkrieg gefallenen Gemeindemitglieder der jüdischen Gemeinde Lichtenau.